# Мари, Жан-Батист
Жан-Бати́ст Мари́ (фр. Jean-Baptiste Mari; 20 января 1912 — 31 октября 1991, Палестро, Французский Алжир, ныне Лахдария Алжир) — французский дирижёр.

## Биография
Работал преимущественно с парижскими оркестрами: Оркестром концертного общества Парижской консерватории, оркестром Парижской оперы; в 1961—1979 гг. главный дирижёр Оркестра Ламурё, с которым, в частности, в 1966 г. исполнил премьеру Мессы «Cum Jubilo» Мориса Дюрюфле.
В то же время как концертный дирижёр Мари так и не смог в полной мере раскрыться — как утверждают, из-за того, что испытывал постоянный страх перед публикой.
Специалисты выделяют осуществлённую Мари запись сюит из балетов Лео Делиба «Сильвия» и «Коппелия» (1977, EMI), отмечая, что его трактовка «скорее внушительна, чем грациозна, но лежит вполне в рамках французской традиции».
Записанный Мари в 1961 году для лионского лейбла «Teppaz» (Мари записал для этой фирмы целую «Концертную коллекцию») диск музыки Габриэля Пьерне, включавший увертюру на баскские народные темы «Рамунчо» (из музыки к пьесе Пьера Лоти), концертштюк для арфы с оркестром (солировала Лили Ласкин) и сюиту из балета «Сидализа и Козлоног» (фр. Cydalise et le Chèvre-pied), как полагают, многое сделал для возрождения интереса к творчеству этого композитора.
Кроме того, среди записей Мари — Идиллия «Зигфрид» Рихарда Вагнера, сборник сочинений Карла Марии фон Вебера, концерт для трубы с оркестром Иоганна Непомука Гуммеля (с трубачом Морисом Андре) и многое другое.